# Lista generației VI de Pokémon

Logo-ul internațional pentru franciza Pokémon

Cea de-a șasea generație (Generația VI) a francizei Pokémon prezintă 72 de specii fictive de creaturi introduse în seria jocurilor video de bază în 2013 Nintendo 3DS jocuri Pokémon X and Y. Unele Pokémon din această generație au fost introduse în adaptările animate ale francizei înainte de X și Y. Această generație a reprezentat cea mai mare revizie grafică a seriei: o trecere de la sprite bidimensionale la poligoane tridimensionale. Un nou tip (Zână) a fost introdus pentru prima dată de la Gold and Silver în 1999, ajungând la un total de 18 persoane. Un accent mai mare a fost pus pe faptul că specia Pokémon este mai unică și mai intimă cu cultura și fauna Europei, și anume Franța.
Toate Pokémon au fost create de o echipă de aproximativ 20 de artiști, condusă de Ken Sugimori și Hironobu Yoshida. Pentru prima dată în franciză, Legendarul Pokémon al generației - în special Xerneas și Yveltal - nu au fost proiectate doar de Sugimori; el a cerut ajutorul lui Atsuko Nishida pentru a-și muta mișcările înainte.
Următoarea listă detaliază cele 72 de Pokémoni din Generația VI, în ordinea descoperirii Pokédex-ului național - o enciclopedie electronică în joc care oferă diverse informații despre numărul de Pokémon. Primul Pokémon, Chespin, este numărul 650, iar ultima, Volcanion, este numărul 721. Formele alternative care au ca rezultat schimbări de tip și Mega Evolutions sunt incluse pentru comoditate.

## Design și dezvoltare
Dezvoltarea jocurilor Pokémon X și Y a început în 2010, iar jocurile au fost lansate la nivel mondial în 12 octombrie 2013. Directorul Junichi Masuda a dezvăluit că cele trei teme principale ale Pokémon X și Y sunt frumusețea, legăturile și evoluția. Frumusețea a fost centrul atenției și Masuda a simțit Franța ca un prim exemplu al acestora; el a adus o echipă în țară pentru studiu în 2011. Odată cu jocurile care au loc într-o regiune bazată pe Franța (numită Kalos), inspirația de design a provenit mai mult din cultura europeană. Trio-ul legendar al lui Xerneas, Yveltal și Zygarde își are rădăcinile în mitologia norvegiană, de exemplu. Mai multă concentrare decât de obicei a fost pusă pe oferirea de noi elemente Pokémon unice pentru această generație.
O schimbare majoră de proiectare pentru franciză a fost trecerea de la sprite bidimensionale la poligoane tridimensionale. Aceasta a necesitat o echipă de dezvoltare mai mare decât jocurile din trecut, cu mai mult de 500 de persoane implicate în dezvoltarea jocurilor, inclusiv în echipele de localizare. Accentul a fost pus pe păstrarea stilului iconic al regizorului de artă Pokémon, Ken Sugimori, care a proiectat Pokémon și a creat opera de artă oficială a francizei de la Red and Green în 1996. Un nou tip a fost adăugat, de asemenea, în joc pentru prima dată de la Gold and Silver în 1999: tip Zână. Acest tip a fost introdus pentru a echilibra tipurile de Dragon, Luptător, Otravă și Oțel. Dragon a fost anterior doar slab față de el însuși și de Gheață, și a rezistat doar împotriva Oțel. Luptător înainte a fost super-eficientă împotriva a cinci tipuri diferite (Normal, Gheață, Piatră, Întuneric și Oțel) și numai slabă împotriva tipurilor Zburător și Psihic. Otravă a fost anterior doar super-eficient împotriva Iarbă, a rezistat împotriva lui, Piatră, Pământ și Fantomă și ineficiente împotriva Oțel. Oțel anterior a fost doar super-eficient împotriva tipurilor de Gheață și Piatră și a rezistat împotriva tipurilor Foc, Apă și Electric. În afară de aceasta, Fantomă și Întuneric sunt acum neutre față de Oțel, îmbunătățind utilitatea ofensivă a ambelor tipuri. Mai mulți Pokémoni din generațiile anterioare, cum ar fi Jigglypuff, Gardevoir și Marill, i-au fost atribuite retroactiv noul tip, în timp ce 13 noi Pokémoni, mai ales Sylveon, au îmbrăcat tipul. O nouă mecanică numită Mega Evolution - o schimbare temporară de formă asemănătoare cu evoluția normală - a fost adăugată, de asemenea, pentru bătălii mai dinamice și a derivat din conceptele legăturilor și evoluției.  Un nou mecanic numit Mega Evolution—o schimbare temporară a formei asemănătoare evoluției normale - a fost adăugată și pentru bătălii mai dinamice și a derivat din conceptele legăturilor și ale evoluției. Mega Evolutions "proiecte rafinate la o nouă extremă", potrivit lui Yoshida, și a necesitat un efort considerabil. Acestea au fost făcute temporar pentru a păstra echilibrul în bătălii și au devenit posibile numai atunci când un Pokemon își păstrează propriul Mega Stone pentru a împiedica jucătorii să le dea un alt element avantajos. Singurul Pokémon din generatia VI capabil de Mega Evolution este Diancie.
Titlurile X și Y, reprezentând axa x și axa y - reflectând de asemenea diferite forme de gândire - au fost alese la începutul dezvoltării. Simplitatea numelor a fost, de asemenea, legată de eliberarea simultană la nivel mondial a jocurilor [10]. În plus, designerii au încercat să facă numele Pokemonului la fel în fiecare țară ori de câte ori este posibil. Masuda a arătat că acest efort sa dovedit a fi extrem de dificil, deoarece numele trebuie să se potrivească aspectului fizic și să nu încalce niciun drept..
La cererea lui Masuda, formele "X" și "Y" au fost folosite ca cadru pentru legendarul Pokemon boxart: Xernas și Yveltal. În mod normal, Sugimori desenează legendarul Pokémon singur; totuși, el a cerut asistență din partea designerului Atsuko Nishida pentru a crea Xerneas și Yveltal. Finalizarea proiectelor lor a durat aproximativ 18 luni, de 3 ori mai mult decât în mod normal.Artistul Manga Hitoshi Ariga a fost invitat să asiste în crearea Pokémonului pentru X și Y; Ariga a proiectat în cele din urmă zece specii pentru jocuri. Este speculat de fani că desenele pentru liniile evolutive Chespin, Fennekin și Froakie provin din clasele caracteristice tipice de jocuri de rol, cum ar fi cele din Final Fantasy. Chespin reprezintă clasele cavaler, paladin și luptător; Fennekin reprezintă clasele de vrăjitoare, mage și magicieni; și Froakie reprezintă clasele de hoț și de necinstiți.

## Lista Pokémonilor
| Pokèmon     | Pokèmon     | Număr Pokédex național | Tipuri    | Tipuri    | Evoluează în       | |
| Engleză     | Japoneză    | Număr Pokédex național | Principal | Secundar  | Evoluează în       | |
| ----------- | ----------- | ---------------------- | --------- | --------- | ------------------ | --- |
| Chespin     | Chepin      | 650                    | Iarbă     | Iarbă     | Quilladin (#651)   | Chespin sunt creaturi mici, care pot întări margini pe capul lor pentru a sparge pietre. Designul său se bazează pe un castan și un Spermophilus. |
| Quilladin   | Hariborg    | 651                    | Iarbă     | Iarbă     | Chesnaught (#652)  | Quilladin sunt o specie bună care prezintă o coajă dură de armură. După dezvaluirea lui Quilladin înainte de lansarea lui X și Y, fanii si-au exprimat dezacordul față de designul sau asemănător balului. Designul său are elemente de con de pin și veveriță. |
| Chesnaught  | Brigarron   | 652                    | Iarbă     | Luptător  | Nu evoluează       | Chesnaught sunt puternice, arici Pokemon capabili să deplaseze tancuri și să reziste la explozii. |
| Fennekin    | Fokko       | 653                    | Foc       | Foc       | Braixen (#654)     | Fennekin este un Pokemon ale cărui urechi poate încălzi aerul 200 °C (390 °F). Designul său se bazează pe vulpea fennec. . |
| Braixen     | Tairenar    | 654                    | Foc       | Foc       | Delphox (#655)     | Braixen sunt un Pokemon asemănător vulpilor care folosesc o rădăcină de flacără, păstrată în coada lor, pentru a se lupta. Numele său englez este un cuvânt telescopat de la braise și vixen. |
| Delphox     | Mahoxy      | 655                    | Foc       | Psihic    | Nu evoluează       | Delphox este un Pokemon asemănător vulpei, cu abilități psihice capabile să creeze flăcări de 3.000 ° C (5.400 ° F). |
| Froakie     | Keromatsu   | 656                    | Apă       | Apă       | Frogadier (#657)   | Froakie sunt Pokemon ca broasca care poate secreta bule defensive de la spate și gât. |
| Frogadier   | Gekogashira | 657                    | Apă       | Apă       | Greninja (#658)    | Frogadierul este agil, cum ar fi Pokémon, care spune că este capabil să urce într-un minut o clădire de 610 m. Numele său englez este un cuvânt telescopat de la broască și brigadier. |
| Greninja    | Gekkouga    | 658                    | Apă       | Întuneric | Nu evoluează       | Caracter jucabil în Super Smash Bros. for 3DS and Wii U și Super Smash Bros. Ultimate. O broască ninja Pokémon, Greninja pot crea shuriken din Apă care taie metalul. Un tip unic "Ash-Greninja" este prezentat în seria anime. Designul lui Greninja a fost bine primit de fani și de critici. Într-un sondaj din 2016, Greninja a fost votat drept cel mai popular Pokemon din Japonia.Se poate schimba în Ash-Greninja din cauza abilității "Battle Bond". |
| Bunnelby    | Horubee     | 659                    | Normal    | Normal    | Diggersby (#660)   | Bunnelby sunt Pokemon ca iepure, care folosesc urechile lor mari ca lopeți pentru a săpa vizuine. Designul lui Bunnelby este inspirat de fauna sălbatică locală din Franța. |
| Diggersby   | Horudo      | 660                    | Normal    | Pământ    | Nu evoluează       | Un Pokemon ca iepure, Diggersby se spune că este la fel de puternic ca un excavator și poate ridica bolovani care cântăresc o tonă cu urechile. |
| Fletchling  | Yayakoma    | 661                    | Normal    | Zburător  | Fletchinder (#662) | Fletchling sunt mici Pokemon robin, care sunt cunoscuți pentru că sunt atât de prietenoși și ferm teritoriali Fletchling este standardul de joc timpuriu de zbor de tip Pokémon. |
| Fletchinder | Hinoyakoma  | 662                    | Foc       | Zburător  | Talonflame (#663)  | Fletchinder are un sac de flacără pe partea inferioară a acestora, care, atunci când este încălzită, le permite să zboare mai repede. |
| Talonflame  | Fiarrow     | 663                    | Foc       | Zburător  | Nu evoluează       | Talonflame poate zbura la viteze de 500 km / h (310 km / h) în timp ce atacă prada. În timpul generației VI-era (2013-2016), Talonflame a fost unul dintre cele mai folosite Pokémon în competiții. S-a dovedit incredibil de utilă în campaniile de joc video Pokemon "hiper-ofensiv" și a apărut pe puțin peste 41% din echipele din Winter 2014. Întregul metamagnet a fost mutat pentru a contracara Talonflame, majoritatea jucătorilor adăugând strategii dedicate pentru a le elimina. Mai târziu, iterațiile jocului nu s-au îndreptat către Talonflame, culminând cu Soarele și Luna, adăugând numeroși contoare la Pokémon. |
| Scatterbug  | Kofukimushi | 664                    | Gândac    | Gândac    | Spewpa (#665)      | Scatterbug se acoperă în pulbere protectoare care le permite să supraviețuiască în orice climă. |
| Spewpa      | Kofuurai    | 665                    | Gândac    | Gândac    | Vivillon (#666)    | Un Pokemon blând, Spewpa trăiește în umbră și are corpuri puternice. |
| Vivillon    | Viviyon     | 666                    | Gândac    | Zburător  | Nu evoluează       | Aripile Vivillon prezintă 18 modele diferite, care depind de locația din lumea reală a jucătorului (determinată de setările utilizatorilor lor de pe Nintendo 3DS). Un model special de minge Poké Vivillon a fost lansat la Centrul de Pokemon din Paris la data de 4 iunie 2014 și apoi în întreaga lume la 6 august 2014, în comemorarea lansării magazinului online de franciză. Modelul al 20-lea a fost lansat pe 7 iulie 2014, ca o comemorare a 100 de milioane de tranzacții prin sistemul Global Trade (GTS) al jocului. |
| Litleo      | Shishiko    | 667                    | Foc       | Normal    | Pyroar (#668)      | |
| Pyroar      | Kaenjishi   | 668                    | Foc       | Normal    | Nu evoluează       | Masculul Pyroar are o coamă de leu de mari dimensiuni, în timp ce femela Pyroar are o coama lungă de ponei. Considerat ca fiind „maiestuos” și „rău”, designul lui Pyroar, în special varianta masculină, a fost bine primit. |
| Flabébé     | Flabebe     | 669                    | Zână      | Zână      | Floette (#670)     | Flabébé sunt mici, doar 10 cm (4 in) Pokemon umanoid de și fără griji, care se agață de o floare pentru întreaga lor viață. |
| Floette     | Floette     | 670                    | Zână      | Zână      | Florges (#671)     | |
| Florges     | Florges     | 671                    | Zână      | Zână      | Nu evoluează       | |
| Skiddo      | Meecle      | 672                    | Iarbă     | Iarbă     | Gogoat (#673)      | |
| Gogoat      | Gogoat      | 673                    | Iarbă     | Iarbă     | Nu evoluează       | Un Pokemon capră acoperit în iarbă care poate fi călărit pentru a călători. |
| Pancham     | Yancham     | 674                    | Luptător  | Luptător  | Pangoro (#675)     | Designul lui Pancham se bazează în mare măsură pe panda. |
| Pangoro     | Goronda     | 675                    | Luptător  | Întuneric | Nu evoluează       | Pangoro a fost proiectat de Hitoshi Ariga. |
| Furfrou     | Trimmien    | 676                    | Normal    | Normal    | Nu evoluează       | Furfrou sunt Pokémon pudel. |
| Espurr      | Nyasper     | 677                    | Psihic    | Psihic    | Meowstic (#678)    | |
| Meowstic    | Nyaonix     | 678                    | Psihic    | Psihic    | Nu evoluează       | Există 2 versiuni diferite ale Meowstic, în funcție de sexul lor. |
| Honedge     | Hitotsuki   | 679                    | Oțel      | Fantomă   | Doublade (#680)    | Honedge a fost proiectat de Hitoshi Ariga. Îți va lua sufletul dacă încerci să-i iei mâna. |
| Doublade    | Nidangill   | 680                    | Oțel      | Fantomă   | Aegislash (#681)   | Doublade a fost proiectat de Hitoshi Ariga. |
| Aegislash   | Gillgard    | 681                    | Oțel      | Fantomă   | Nu evoluează       | Aegislash a fost proiectat de Hitoshi Ariga. |
| Spritzee    | Shushupu    | 682                    | Zână      | Zână      | Aromatisse (#683)  | |
| Aromatisse  | Frefuwan    | 683                    | Zână      | Zână      | Nu evoluează       | GamesRadar a descris Aromatissee drept „un hibrid ciudat de Jynx și Jigglypuff.” |
| Swirlix     | Peroppafu   | 684                    | Zână      | Zână      | Slurpuff (#685)    | |
| Slurpuff    | Peroream    | 685                    | Zână      | Zână      | Nu evoluează       | |
| Inkay       | Maaiika     | 686                    | Întuneric | Psihic    | Malamar (#687)     | Inkay și Malamar au fost proiectate de Hitoshi Ariga. Inkay necesită o condiție unică pentru a evolua în Malamar: jucătorul trebuie să-și răstoarcă 3DS-ul cu susul în jos când Inkay ajunge la nivelul 30. |
| Malamar     | Calamanero  | 687                    | Întuneric | Psihic    | Nu evoluează       | Inkay și Malamar au fost proiectate de Hitoshi Ariga. Inkay necesită o condiție unică pentru a evolua în Malamar: jucătorul trebuie să-și răstoarcă 3DS-ul cu susul în jos când Inkay ajunge la nivelul 30. |
| Binacle     | Kametete    | 688                    | Piatră    | Apă       | Barbaracle (#689)  | |
| Barbaracle  | Gamenodes   | 689                    | Piatră    | Apă       | Nu evoluează       | |
| Skrelp      | Kuzumo      | 690                    | Otravă    | Apă       | Dragalge (#691)    | Designul Skrelp se bazează pe Dragonul de mare de tip frunză. |
| Dragalge    | Dramidoro   | 691                    | Otravă    | Dragon    | Nu evoluează       | |
| Clauncher   | Udeppou     | 692                    | Apă       | Apă       | Clawitzer (#693)   | |
| Clawitzer   | Bloster     | 693                    | Apă       | Apă       | Nu evoluează       | |
| Helioptile  | Erikiteru   | 694                    | Electric  | Normal    | Heliolisk (#695)   | |
| Heliolisk   | Elezard     | 695                    | Electric  | Normal    | Nu evoluează       | |
| Tyrunt      | Chigoras    | 696                    | Piatră    | Dragon    | Tyrantrum (#697)   | Tyrunt și Tyrantrum au fost proiectate de Hitoshi Ariga. Proiectele lor se bazează pe Tyrannosaurus rex. |
| Tyrantrum   | Gachigoras  | 697                    | Piatră    | Dragon    | Nu evoluează       | Tyrunt și Tyrantrum au fost proiectate de Hitoshi Ariga. Proiectele lor se bazează pe Tyrannosaurus rex. |
| Amaura      | Amarus      | 698                    | Piatră    | Gheață    | Aurorus (#699)     | Amaura și Aurorus au fost proiectate de Hitoshi Ariga. Designul lor se inspiră din Amargasaurus, care avea un șir de spini care se întindea pe gât. |
| Aurorus     | Amaruruga   | 699                    | Piatră    | Gheață    | Nu evoluează       | Amaura și Aurorus au fost proiectate de Hitoshi Ariga. Designul lor se inspiră din Amargasaurus, care avea un șir de spini care se întindea pe gât. |
| Sylveon     | Nymphia     | 700                    | Zână      | Zână      | Nu evoluează       | Un Pokemon roz împodobit cu panglici și arcuri asemănătoare fluturilor, Sylveon folosește simbolurile lor ca niște panglici pentru a calma antrenori și Pokemon Este cea de-a opta evoluție ramificată în generația I a lui Eevee. A fost dezvăluit în 14 februarie 2013, înainte de anunțul oficial al tipului Fairy. Sylveon a fost proiectat de Atsuko Nishida. |
| Hawlucha    | Luchabull   | 701                    | Luptător  | Zburător  | Nu evoluează       | Designul lui Hawlucha este inspirat de luchadorii mexicani. Designul său este laudat deoarece este creativ. |
| Dedenne     | Dedenne     | 702                    | Electric  | Zână      | Nu evoluează       | |
| Carbink     | Melecie     | 703                    | Piatră    | Zână      | Nu evoluează       | Deși Carbink nu evoluează în joc, specia canonică se poate transforma în Diancie (#719) în anumite circumstanțe nespecificate. |
| Goomy       | Numera      | 704                    | Dragon    | Dragon    | Sliggoo (#705)     | Designul „goofy” al lui Goomy a câștigat o popularitate neobișnuită și a dat naștere unui meme: „Biserica Goomy”. Este considerat unul dintre cei mai drăguți, deși într-o manieră excentrică, Pokémon introdus în Generația VI. |
| Sliggoo     | Numeil      | 705                    | Dragon    | Dragon    | Goodra (#706)      | |
| Goodra      | Numelgon    | 706                    | Dragon    | Dragon    | Nu evoluează       | |
| Klefki      | Cleffy      | 707                    | Oțel      | Zână      | Nu evoluează       | Klefki a fost proiectat de designerul de grafică Pokemon Mana Ibe și inspirat de "vechile vile și cheile secrete". Poate fi, de asemenea, cel puțin parțial inspirată de japonezii yōkai Tsukumogami, obiecte casnice care câștigă suflete. Jurnaliștii de jocuri video au considerat designul său printre cele mai proaste din noule Pokémon introduse în X și Y, și au caracterizat designul ca neinspirat, insipid, ciudat și un exemplu de "faliment creativ" al Game Freak. |
| Phantump    | Bokurei     | 708                    | Fantomă   | Iarbă     | Trevenant (#709)   | |
| Trevenant   | Ohrot       | 709                    | Fantomă   | Iarbă     | Nu evoluează       | |
| Pumpkaboo   | Bakeccha    | 710                    | Fantomă   | Iarbă     | Gourgeist (#711)   | |
| Gourgeist   | Pumpjin     | 711                    | Fantomă   | Iarbă     | Nu evoluează       | |
| Bergmite    | Kachikohru  | 712                    | Gheață    | Gheață    | Avalugg (#713)     | |
| Avalugg     | Crebase     | 713                    | Gheață    | Gheață    | Nu evoluează       | |
| Noibat      | Onbat       | 714                    | Zburător  | Dragon    | Noivern (#715)     | |
| Noivern     | Onvern      | 715                    | Zburător  | Dragon    | Nu evoluează       | Numele său englez este un cuvânt telescopat de zgomot (noisy) și wyvern, din care cel din urmă este inspirația pentru designul lui Noivern. |
| Xerneas     | Xerneas     | 716                    | Zână      | Zână      | Nu evoluează       | Mascota de joc a lui Pokémon X, Xerneas reprezintă veșnicia și se spune că iubește alte ființe cu viața veșnică. Designul lui Xerneas este inspirat de mitologia norvegiană Eikþyrnir, un cerb care se află pe vârful Valhalla. |
| Yveltal     | Yveltal     | 717                    | Întuneric | Zburător  | Nu evoluează       | Mascota de joc a lui Pokémon Y, Yveltal este o creatură de distrugere capabilă să absoarbă energia vieții altor ființe vii. Designul lui Yveltal este inspirat de mitologia norvegiană Hræsvelgr, un vultur gigantic capabil să facă suflarea vântului prin mișcarea aripilor sale. |
| Zygarde     | Zygarde     | 718                    | Dragon    | Pământ    | Nu evoluează       | Designul lui Zygarde este inspirat de mitologia Níðhöggr din Norvegia, un dragon care se mănâncă la rădăcinile arborelui lumii, Yggdrasil. Zygarde apare în mod normal ca două miezuri Zygarde asemănătoare blobului, care absoarbe individual celulele Zygarde imobiliare pentru a-și asuma forma de putere de 10% sau de bază cu putere de 50%. Dar cele două nuclee Zygarde se pot combina, de asemenea, împreună cu fiecare celulă Zygarde pentru a-și asuma forma umanoidă Perfectă sau Completă. Mișcarea lui cunoscută este Core Enforcer.                                                                                     |
| Diancie     | Diancie     | 719                    | Piatră    | Zână      | Mega Evolution     | S-a spus că este „cea mai frumoasă priveliște din întreaga lume”, Diancie este capabil să creeze diamante la voia lor. Un Pokemon mitic, Diancie nu se găsește imediat în joc și este disponibil numai prin distribuțiile Nintendo. Acesta a fost inițial descoperit de hackeri pe 26 octombrie 2013, și nu a fost dezvăluit oficial de Game Freak până în data de 11 februarie 2014. |
| Hoopa       | Hoopa       | 720                    | Psihic    | Fantomă   | Nu evoluează       | "Hoopa Confined" sunt mici Pokémon, care sunt capabili să distrugă spațiul. Un Pokemon mitic, Hoopa nu este ușor de găsit în joc și este disponibil numai prin distribuțiile Nintendo. Acesta a fost inițial descoperit de hackeri pe 26 octombrie 2013, și nu a fost dezvăluit oficial de Game Freak până în 11 ianuarie 2015. |
| Hoopa       | Hoopa       | 720                    | Psihic    | Întuneric | Nu evoluează       | Folosind elementul Bottle Prison, Hoopa confinedă se poate transforma într-o formă considerabil mai mare și mai puternică numită "Hoopa Unbound". Cunoscut sub numele de Djinn Pokémon, este capabil să confiște orice obiect din lume și poate teleporta orice prin spațiu. |
| Volcanion   | Volcanion   | 721                    | Foc       | Apă       | Nu evoluează       | Un Pokémon unic dual-mode de tip Foc și Apă, Volcanion, pot crea aburi abrazive în corpul lor și îl pot expulza cu suficientă forță pentru a distruge munții. Un Pokemon mitic, Volcanion nu este ușor de găsit în joc și este disponibil numai prin distribuțiile Nintendo. Acesta a fost inițial descoperit de hackeri pe 26 octombrie 2013, și nu a fost dezvăluit oficial de Game Freak până în 14 decembrie 2015. |

### Forme Mega
| Pokèmon      | Pokèmon      | Număr Pokédex național | Tipuri    | Tipuri   | Evoluează în | |
| Engleză      | Japoneză     | Număr Pokédex național | Principal | Secundar | Evoluează în | |
| ------------ | ------------ | ---------------------- | --------- | -------- | ------------ | --- |
| Mega Diancie | Mega Diancie | 719                    | Piatră    | Zână     | Nu evoluează | Menționată ca „Printesa regală”, diamantul de pe capul lui Mega Diancie se spune că este de 2.000 de carate. A fost dezvăluit la 12 iunie 2014 și nu este disponibil în X și Y. |